# Купфер, Александр Иванович
Александр Иванович Купфер (нем. Alexander Friedrich von Ertzdorff-Kupffer; 1785—1829) — полковник российской армии, командир Изюмского гусарского полка.

## Биография
17 октября 1804 года произведён из портупей-юнкеров в прапорщики Тобольского мушкетёрского полка. 27 октября 1810 года произведён в подпоручики, 13 января 1808 года — в поручики, 22 ноября 1811 года — в штабс-капитаны.
Участвовал в Отечественной войне 1812 года. В сражении при Смоленске 5 августа 1812 года ранен в правую ногу пулей навылет и саблей в локоть правой руки. Лечился в Касимове. 31 октября 1812 года за отличие произведён в капитаны. 29 декабря 1812 года переведён в Елисаветградский гусарский полк ротмистром.
Участвовал в войне шестой коалиции. В битве при Лейпциге 6 октября 1813 года ранен в правое плечо и за отличие произведён в майоры.
10 апреля 1820 года из подполковников Елисаветградского гусарского полка переведён с тем же чином в Лейб-гвардии Гусарский полк. 1 января 1822 года произведён в полковники.
22 января 1823 году назначен командиром Изюмского гусарского полка. Участвовал в русско-турецкой войне 1828—1829 годов. Умер а августе 1829 года, исключён из списков полка 23 сентября 1829 года.

## Награды
- Орден Святого Владимира 4-й степени с бантом[1]
- Орден Святой Анны 2-й степени с алмазными украшениями[1]
- Орден Святого Владимира 3-й степени (7 июня 1827)[2]
- Орден Святого Георгия 4-й степени за 25 лет выслуги в офицерских чинах (26 ноября 1827)[3]
- Серебряная медаль «В память Отечественной войны 1812 года» (1813)[1]
- Бронзовая медаль «В память Отечественной войны 1812 года» (1813)[1]
- Медаль «За взятие Парижа» (1814)[1]

- Орден «Pour le Mérite» (12 декабря 1814, королевство Пруссия)[4]

## Семья
Был женат на Екатерине Сергеевне Слепцовой (1807—19 октября 1887). В браке родились дети:
- Мария Александровна (1821—1901)
- Николай Александрович

По свидетельству М. Д. Бутурлина, во время осады Силистрии в 1828 году:
...жена Купфера, переодевшись мужчиной (так как женщин не допускалось в действующей армии), гостила у мужа своего в палатке и новой Амазонкой участвовала верхом в преследовании Фердинандовым полком турок, сделавших вылазку из крепости.